# Smittia leucopogon
Smittia leucopogon är en tvåvingeart som först beskrevs av Johann Wilhelm Meigen 1804.  Smittia leucopogon ingår i släktet Smittia och familjen fjädermyggor. Arten är reproducerande i Sverige. Inga underarter finns listade i Catalogue of Life.